# Fryderyk II Sesselmann
Fryderyk II Sesselmann (ur. ok. 1410 r. w Kulmbach, zm. 21 września 1483 r. w Kamieńcu) – niemiecki duchowny katolicki, biskup lubuski.

## Życiorys
Fryderyka Sesselmann urodził się w Kulmbach, w Górnej Frankonii, jako syn Petera Sesselmanna, ok. 1410 r. Dzięki kontaktom jego ojca z dworem brandenburskich Hohenzollernów udało mu się wsparcie dla dalszej nauki i kariery Fryderyka. W 1 połowie lat 20. XV w. uzyskał święcenia kapłańskie. Od 1429 r. rozpoczął studia filozoficzne w Lipsku, które ukończył w 1435 r., uzyskaniem doktoratu.
Dzięki wsparciu elektora brandenburskiego uzyskał beneficjum kościelne w Würzburgu, z którego sfinansował sobie dalszą naukę w Bolonii. W 1445 r. otrzymał tam stopień doktora prawa cywilnego, a w 1451 r. doktorat z prawa kanonicznego.
Po powrocie z Włoch rozpoczął służbę dyplomatyczną na dworze Fryderyka II Żelaznego, który już w 1445 r. uczynił go kanclerzem Brandenburgii. Funkcję tę sprawował do końca swojego życia, posiadając nie tylko niezbędne kwalifikacje, ale i doświadczenie nabyte jeszcze w domu rodzinnym. W 1447 r. udało mu się zawrzeć konkordat między papieżem Eugeniuszem IV a Brandenburgią. 3 listopada 1455 r. został wybrany przez kapitułę ordynariuszem lubuskim, na które to stanowisko prowizję papieską uzyskał pod koniec tego roku, 1 grudnia.
Na początku lat 70. XV w. kierował misją mającą na celu podporządkowanie Pomorza Zachodniego Brandenburgii, zakończonego porażką. Skłoniło to Fryderyka II, wobec jeszcze jego bezdzietności do abdykacji w 1470 r. na rzecz brata Albrechta Achillesa. Sesselmann udał się z byłym elektorem na emigracje do Plassenburgu.
W 1473 r. powrócił do Brandenburgii na prośbę Albrechta III Achillesa obejmując na kilka miesięcy funkcję regenta Marchii Brandenburskiej. W latach 1477–1478 był administratorem apostolskim diecezji kamieńskiej.
Zmarł w 1483 r. i został pochowany w podziemiach katedry w Fürstenwalde/Spree. Nagrobek został zachowany i pokazuje biskupa z jego insygnia i godła. Napis brzmi:
| Łaciński oryginał: | Tłumaczenie: |
| --- | --- |
| Anno Domini M.CCCC.LXXXIII. In Die Sancti Mathei. Obiit Reverendus i. x. D(omin).us Fridericus Sesselmann Episcops Eccl(esiae) Lubuceij S(ua). A(n)i(m)a Requiescat In Pace Ame(n) | W Roku Pańskim tysiąc czterysta osiemdziesiątym trzecim. zmarł w dniu św. Mateusza, czcigodny Pan Frederick Sesselmann w Chrystusa wierzący, biskup Kościoła Lubuskiego. Niech spoczywa w pokoju. Amen |